# جون ایواشیتا
جون ایواشیتا (انگلیسی: Jun Iwashita؛ زادهٔ ۸ آوریل ۱۹۷۳) بازیکن فوتبال اهل ژاپن است.
از باشگاه‌هایی که در آن بازی کرده‌است می‌توان به باشگاه فوتبال شیمیزو اس-پالس و باشگاه فوتبال ویسل کوبه اشاره کرد.